# Lys-völgyi csata

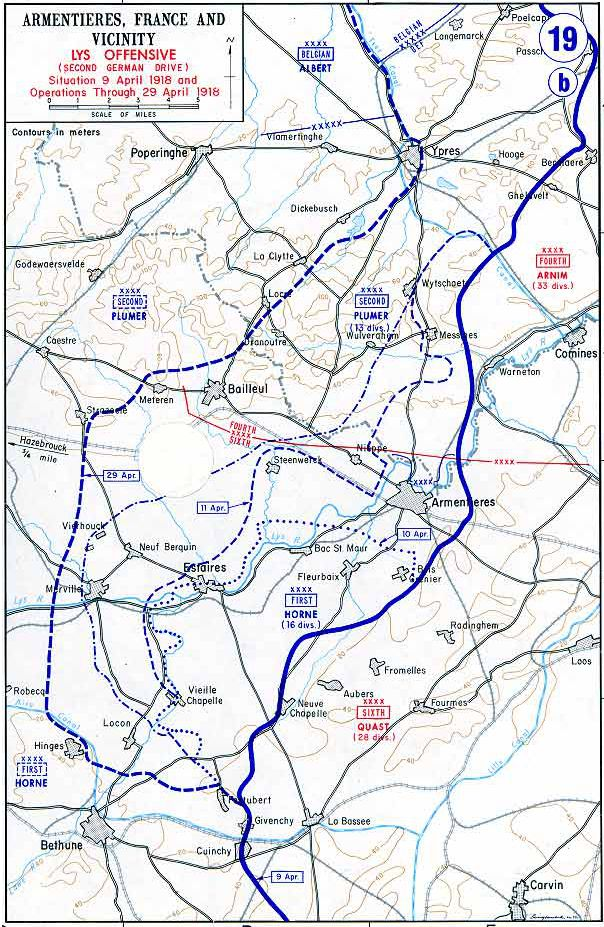
Az 1918. tavaszán indított nagy német támadás térképe. Az északi területen került sor a Lys-völgyi csata hadműveleteire

A Lys-völgyi csatát (másik elnevezése IV. ypres-i csata v. estaires-i csata) 1918. április 9-én indította a Német Birodalom 6. hadserege Ludwig von Falkenhausen tábornok vezetésével a nyugati fronton, Flandria területén, a Lys folyó környékén a tavaszi német offenzíva második részében. A hadművelet eredeti fedőneve Georg, majd a támadásban részt vevő csapatok számának lecsökkentése után Georgette hadművelet volt. Az április 9-én meginduló német támadás komoly kezdeti sikerekkel járt a szemben álló brit és portugál erőkkel szemben, de a francia erősítések beérkezése után, április 29-ére a támadás elakadt és május 1-re a németek védekező pozíciókat vettek fel.
Ez a csata jelentette a Portugál Expedíciós Haderő egyetlen jelentős összecsapását az I. világháborúban és a portugál hadtörténelem legjelentősebb vereségének számít, az 1578-ban Alcácer-Quibir mellett a móroktól elszenvedett vereség után.

## Előzmények
1918 elején a német vezérkar a mindent eldöntő legnagyobb áttörésre készült a nyugati fronton. Miután megszűnt – vagy legalábbis kevésbé veszélyessé vált – az orosz front, a németek átcsoportosíthatták haderejük egy részét Franciaországba. A német vezérkar ezt azzal indokolta, hogy a háborút még azelőtt meg kell nyerni, mielőtt az Egyesült Államok hadserege megérkezett volna a frontra. A Schlieffen-terven alapuló és a vezérkari főnökről Ludendorff hadműveletnek elnevezett áttörés célja a brit és a francia frontvonalak elszigetelése, a britek visszaszorítása a csatorna partjára, illetve a francia haderő bekerítése és felmorzsolása volt. A nagy támadás március 21-én indult meg és jelentős kezdeti sikereket aratott, mivel a németek ügyesen kombinálták a gyalogság támadását a tüzérség támogató tüzével.
Azonban a túlságosan gyors előrenyomulás miatt a gyalogság mögött lemaradt a tüzérség és egy héten belül a támadás a Somme folyó vonalán elakadt. Mivel a szövetségesek jelentős erőket vontak ki Flandria térségéből, hogy a Somme mentén megerősítsék állásaikat, a németek jó alkalmat kaptak arra, hogy újabb fronton kíséreljék meg a brit vonalak áttörését.

## Szemben álló felek

### Német Birodalom
Az északi hadműveletekben a német 4. és 6. hadsereg katonái vettek részt, azonban a 4. hadsereg feladata Ypres elfoglalása volt, és a Lys mentén csak a 6. hadsereg katonái harcoltak. A Ludwig von Falkenhausen tábornok parancsnoksága alatt álló 6 hadosztályban összesen kb. 75000 fő vett részt a támadásban.

### Szövetségesek
A szövetséges oldalon a következő erők vettek részt a csata első szakaszában:
 Egyesült Királyság: A német támadás főirányába eső front 55 km-es szakaszát az 1. brit hadsereg egységei védték (köztük a portugál dandár), összesen kb. 84000 fő. A szektorban tartózkodó brit csapatokat a Somme környéki csatározásokból vonták ki és Flandriába pihenés, illetve feltöltés céljából csoportosították át. Emiatt a legtöbb brit alakulat harcértéke alacsony volt, a katonák fáradtak voltak, és az alakulatok egy részét alig kiképzett újoncokkal töltötték fel.
- XI. hadtest: 3. hadosztály, 51. hadosztály, 55. hadosztály, 61. hadosztály, az 1. hadosztály 2. ezrede, valamint a portugál erők (ld. lent)
- XV. hadtest: 29. hadosztály, 31. hadosztály, 34. hadosztály, 40. hadosztály, 50. hadosztály, 25. hadosztály 74. ezrede[2]

A csata második részében, a Kemmel-hegy környéki harctevékenységben a brit 2. hadsereg egységei is részt vettek:
- - XXII. hadtest: 9. hadosztály, 21. hadosztály, 25. hadosztály, 39. hadosztály, 49. hadosztály, 6. hadosztály 71. ezrede, 30. hadosztály 89. ezrede

 Portugália: A Portugál Expedíciós Haderő 2. hadosztálya (4., 5. és 6. dandár), kb. 20 000 fő Gomes da Costa tábornok (később portugál köztársasági elnök) parancsnoksága alatt a front 12 km-es szakaszát ellenőrizte, a következő egységekkel:
- Az első vonalban a 8., 20., 2., 1., 17. és 10. gyalogezredek
- A második vonalban a 29., 11. és 4. gyalogezredek
- Tartalékban a 3., 5. és 13. ezredek
- A portugál szektorban található falvakat a portugál 1. hadosztály 3. dandárja, a 9., 12.,14. és 15. ezredek foglalták el.

A csata megindulása előtti napon, április 8-án vonták vissza a 3. dandárt a frontvonalból a hátországba, helyét a 6. dandár egységei foglalták el. Emiatt mind a 3., mind a 6. dandár katonái előtt ismeretlen volt a számukra kijelölt védelmi szektor. A 6. dandárt már korábban kijelölték felváltásra és éppen egy brit dandár beérkezését várták. A helyzetet súlyosbította, hogy a korábbi harcok során a hadosztály 139 tisztet és 5792 katonát vesztett halottakban és sebesültekben.
 Ausztrália: Az 1. ausztrál hadosztály erői Merris és Méteren környékén
 Franciaország: A csata második szakaszában érkező francia erősítés a francia északi hadsereg különítménye (Detachement d'armee du Nord) volt:
- II. lovashadtest: 3. hadosztály, 28., 39. és 154. hadosztályok
- XXXVI. hadtest: 2. lovassági hadosztály, 34. és 133. hadosztályok

## Német elképzelések
A Lys völgyében indított támadást eredetileg Ludendorff tábornok tervezte, hogy a nagy tavaszi offenzíva során megzavarja a szövetségeseket, de a kezdeti sikerek láttán a támadást kiszélesítése mellett döntött. Az eredeti német haditerv (fedőneve: "Operation George", de később átnevezték "Operation Georgette"-re) a franciaországi St. Quentin környékére összpontosította a támadó erőket, de felkészültek arra az eshetőségre, hogy a szövetségesek jelentős erőket csoportosítanak át Flandriából a támadás megállítására. Ez március végére be is következett, a német támadás megakadt és ekkor kezdődhetett a támadás a Lys folyó völgyében.
Ez az alacsonyan fekvő terület az év nagy részében víz alatt állt és nehéz technikai eszközök számára szinte járhatatlan – normális körülmények között csak áprilisra remélhették a németek, hogy a talaj megfelelően kiszárad. Azonban a Rupprecht koronaherceg parancsnoksága alatt álló flandriai német erők arról értesítették a vezérkart, hogy a szokásosnál szárazabb tavaszi időjárás következtében a talaj március végén járható.
A haditerv szerint a 6. német hadsereg Armentières környékén törte volna át a szövetséges vonalakat, míg a 4. hadsereg Ypres elfoglalását kapta feladatul. A támadás távlati célpontja Calais és Boulogne-sur-Mer elfoglalása volt, amely súlyosan megzavarta volna a brit csapatok utánpótlási vonalait.

## A csata lefolyása

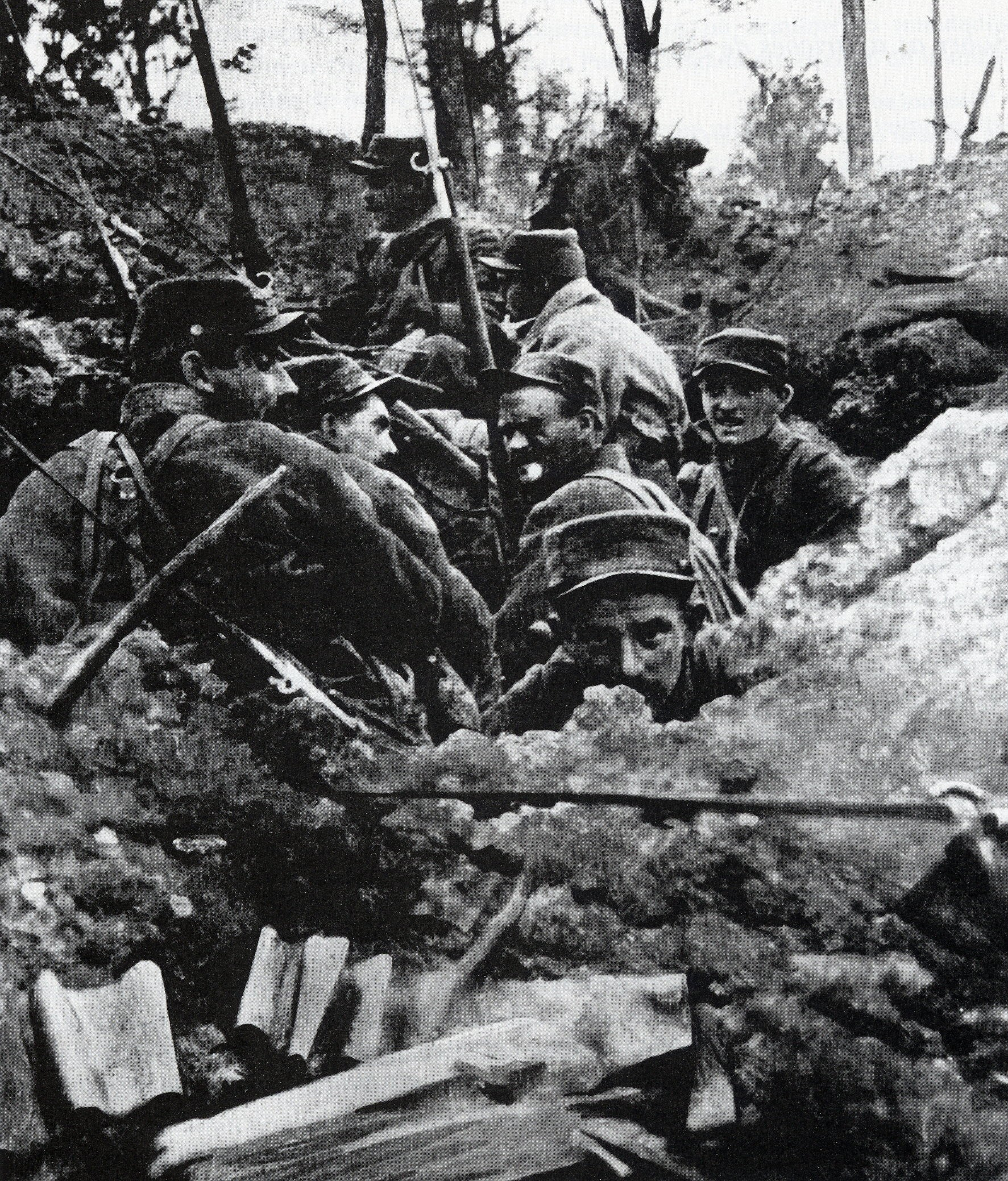
Portugál katonák a Lys mentén kialakított lövészárkokban

### Az első támadás április 9-én
Április 9-én indult meg a támadás Neuve-Chapelle térségében, amelyet a német gyalogság elitalakulatai, a rohamcsapatok (németül Stoßtruppen) vezettek. Az új német harcmodornak megfelelően kis számban, golyószóróval, lángszóróval és könnyű géppuskával felszerelt alegységek szűk arcvonalon támadták a 2. portugál hadosztály állásait. Hajnali 04.15-kor kezdődött a német tüzérségi előkészítés, amelyet ugyanaz a Bruchmüller őrnagy vezetett, aki korábban a Somme mellett kialakított brit állások ellen vezényelte a német tüzérség csapásait.
08.00-kor a német gyalogság aknavetői is bekapcsolódtak a támadásba, majd 45 perccel később négy német hadosztály kezdte meg a támadást. A német tüzérség és az aknavetők mozgó tüzének támogatásával hamarosan elfoglalták az első vonalakat. A jobb szárnyon egy teljes német hadosztály áttört a portugál és a brit vonalak közötti résen, majd hátulról támadva felszámolta az 5. portugál dandár állásait és elfoglalta a dandárparancsnoki harcálláspontot. A balszárnyon hasonló manőverrel áttörtek a németek, majd a mélységben elfoglalták a 3. dandár által csak részben elfoglalt védelmi állásokat.
A portugál katonák, bár helyenként elkeseredett ellenállást tanúsítottak és a bekerítésben is végsőkig harcoltak, a túlerő láttán hamarosan menekülésbe kezdtek. A portugál hadtörténelem egyik legnagyobb vereségében a 2. hadosztály a támadás első napján mintegy 327 tisztet és 7000 katonát veszített halottakban, sebesültekben és további 6000 főt hadifoglyokban. Az ezred- és századparancsnokok szinte mind meghaltak, a három dandárparancsnokból csak egy menekült meg.

### Armentières elfoglalása

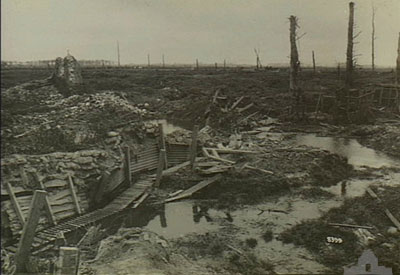
Brit lövészárkok Armentières közelében, miután a németek elfoglalták

Április 10-én a németeknek lehetőségük nyílt a támadás egyik céljának elérése, a Lys folyó északi partjának elfoglalása Armentières és Ypres között. Kevesebb, mint 24 óra alatt a német áttörés arcvonala kétszeresére nőtt. Hajnali 5.30-kor az előző napi tüzérségi támadáshoz hasonló tűz alá vették a front 20 km-es szakaszát, Armentières és Ypres között, Armentières városára számos gázgránátot lőttek ki. Az 1917 júniusában nagy erőfeszítések után elfoglalt messiness-i kiemelkedés és a közeli Ploegsteert falu néhány óra alatt a németek kezére került. Wyshaete faluban elkeseredett közelharcra került sor a német támadó ékek és a falut védő dél-afrikai ezred katonái között. Északabbra, az 1917 novemberében a harmadik ypres-i csata során elfoglalt területeket hódították vissza a németek.

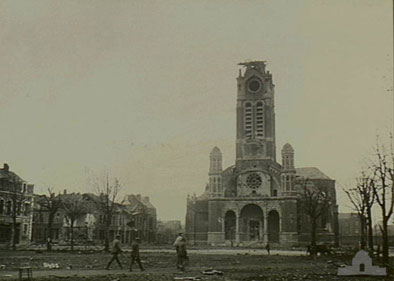
A Place de la Republique tér és a Notre-Dame d'Armentières templom 1918. április 10-én, a német tüzérségi támadás után

Az egész frontra nehezedő nyomás miatt a brit parancsnokság Armentières városának kiürítése mellett döntött a nap folyamán. Délen Bois-Grenier, északon Ploogsteert települések elfoglalásával a németek valóban a város bekerítésével fenyegettek. A várost védő britek visszavonulása ellenére a németek folytatták az Armentières elleni tüzérségi támadásokat. 21.30 körül az utolsó brit katonai is elhagyta a várost és Nieppe felé vonultak vissza, közben felrobbantották a Lys folyón átívelő hidakat. A német gáztámadások után a britek is mérgező gázokkal töltött gránátokat lőttek ki a városra, hogy megakadályozzák elfoglalását.
Az április 10-i harcok eredményeként a brit parancsnokság számára világossá vált, hogy fel kell adniuk az előző év novemberében elfoglalt Passchendaele falut és a körülötte kialakított védelmi állásokat, hogy a brit vonalakat lerövidítsék. A visszavonulás április 12-én kezdődött és néhány óra leforgása alatt semmissé tette az előző évi csatában részt vevő több, mint 270 000 szövetséges katonai áldozatait.

### Küzdelmek a Nieppe körüli erdőben

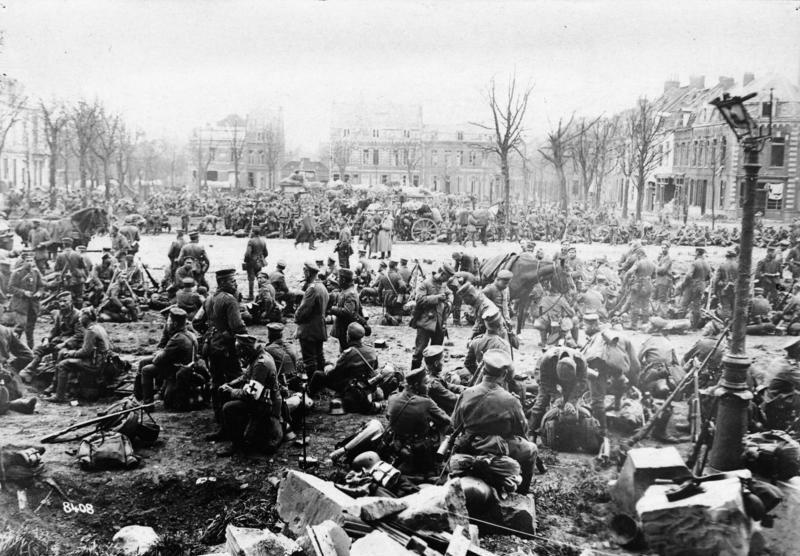
Német katonák Armentières főterén pihennek a város elfoglalása után.

Két nappal a támadás megindulása után a német csapatok pár kilométerre közelítették meg Hazebrouck városát, amely fontos szerepet játszott a flandriai szövetséges csapatok utánpótlásában. A várost, ahol több vasútvonal is összetalálkozott, csak a Nieppe körüli erdők választották el az előrenyomuló német csapatoktól április 11-én. Miután kijutottak a Lys folyó északi partjára és számos hídfőállást létesítettek, a német csapatok nagy ütemben folytatták az előrenyomulást. Még 10-én elesett Estaires városa, ami miatt a brit parancsnokság Poperinghe térségéből Nieppe és Vieux-Berquin települések közelébe csoportosította át tartalékait. Az itt kialakított védelmi állásokat támadták április 10-11. folyamán a németek.
A német támadás következtében hamarosan elesett Doulieu és heves küzdelem alakult ki Vieux-Berquin birtoklásáért, amely a nap folyamán többször is gazdát cserélt. A 29. brit hadosztály kitartó védekezésének köszönhetően a front az Estaires-Cassel közötti út mentén stabilizálódik.
A következő napon a németek elfoglalták Merville települést és a nieppe-i erdőt védő katonák is hamarosan visszavonulásra kényszerülnek.
Április 12-én teljes volt a zűrzavar a brit vezérkarban, mivel az előző napok rendezetlen visszavonulása miatt a legtöbb egységgel megszakadt a kapcsolat. A Hazebrouck-ba települt vezérkari harcálláspontnak semmilyen információja nincs arról, hogy a beosztott egységek továbbra is harcolnak, visszavonulnak vagy már német fogságba estek. A rendelkezésre álló erőkkel egy újabb védelmi vonalat próbálnak megszervezni a Merris és Merville települések között húzódó úton. Az információk hiánya miatt rémhírek terjednek a katonák között a német előrenyomulásról, egyesek azt rebesgetik, hogy az ulánok már Hazebrouck elővárosában vannak. Ez azonban nem igaz: bár a németek 11-én este elfoglalták Merville-t és ezután a város kifosztásával voltak elfoglalva. Hogy a szövetséges vonalakat megerősítse, Haig tábornok a körzetbe vezényli az 1. ausztrál hadosztály egységeit.

### Haig tábornok: "hátunkat a falnak vetve…"
Haig tábornok előbb a francia főparancsnokhoz, Foch tábornokhoz fordult segítségért, aki ezt kereken megtagadta, mivel a Flandriában indított német támadást csak elterelő manővernek tartotta. A tényleges támadás elleni védekezéshez saját magának tartotta fenn a francia haderő tartalékait, bár két hadosztályt átengedett Herbert Plumer brit tábornok 2. hadseregének, illetve Paul Maistre tábornok 10. hadseregét az Authie folyó völgyében, Doullens térségébe csoportosította át, hogy biztosítsák a franciák hátországát egy esetleges német áttörés esetén.
A helyzet annyira kétségbeejtő volt április 10-11-én, hogy ezen a napon a brit erők főparancsnoka, Sir Douglas Haig kiadta híres napiparancsát, amelyben "hátukat a falnak vetve" végsőkig tartó ellenállásra szólította fel a brit csapatokat.

### Ausztrál ellenállás Merris-nél
Az ausztrál 1. hadosztály április 8-án indult a Somme völgyébe az ottani brit csapatok támogatására, de a meginduló támadás miatt hamarosan a hadműveletek kellős közepén találták magukat. Az ausztrál szektorban található Hazebrouck városa rendkívül fontos brit logisztikai bázis volt, amelynek elesése szétzilálta volna a brit utánpótlási vonalakat. Haig brit tábornok a brit vonalak megerősítésére vezényelte az ausztrálokat és 11-én estére a brit front némileg stabilizálódott a nieppe-i erdő szélén. A britek könnyebbségére a következő napon, 12-én a német támadásokat délen Robecq, míg északon Merris és Meteren települések ellen összpontosították Azonban a korábbi napok területi nyereségei következtében Hazebrouck a német ágyúk hatótávolságába került és április 10-étől a vasúti csomópont folyamatos német tűz alatt volt. A frontra érkező erősítéseket és a katonák utánpótlásait ezután csak a 15 km-re távolabb található Aire-sur-la-Lys városig szállíthatták vonaton, onnan a katonák gyalog vagy az éppen rendelkezésre álló szállítóeszközök segítségével érték el a frontot.
Április 14-én reggel a németek támadást indítottak a Mont de Merris magaslat ellen, amelyet az ausztrál hadosztály 3. zászlóalja védelmezett. A nap során az ausztrálok számos német támadást visszavertek, de végül április 16-án a magaslat, illetve Méteren és Wijtschate elestek és a németek a Kemmel-hegyen kialakított brit állások közvetlen közelségébe kerültek.

### Brit ellenállás Givenchy környékén
Ekkorra a német sikerek révén a frontban egy jelentős kiszögellés alakult ki, ami együtt járt azzal, hogy a németek ki voltak téve egy esetleges szövetséges ellentámadás veszélyének. A francia és brit tartalékok már útban voltak a térségbe és hamarosan támadásba lendülhettek a németek ellen. Hogy ezt elkerülje, a német főparancsnokság újabb támadásokat indított három irányban: a belga front ellen Ypres-től északra, a Kemmel-hegy ellen, illetve Béthune ellen.
Április 18-án a németek támadást indítottak Givenchy-St. Venant térségében, a távlati célpont Béthune város volt. Hajnalban tüzérségi előkészítés után 9 német hadosztály, kb. 137 000 német katona indított támadást a Givenchy körzetében kialakított brit állások ellen. A brit csapatok, elsősorban az 55. hadosztály katonái, jelentős veszteségek árán tudták csak megállítani a németeket, akik a nap végére néhány helyen előrenyomultak. Helyenként a németek annyira megközelítették a brit állásokat, hogy a brit tüzérség ágyúi közvetlen irányzással támadták a német csapatokat. A másnap indított ellentámadások révén a britek mindenhol visszafoglalták korábbi állásaikat. Ezt követően támadások súlypontja északabbra, a Kemmel-hegy és a környező magaslatok elfoglalására helyeződött át.

### A belga hadsereg harca Bixschoote környékén
Április 17-én a németek a Houthulst körüli erdőből, Ypres-től északra támadást indítottak a belga hadsereg állásai ellen Merkem és Kippe települések között. Hamarosan sikerült áttörni a belga vonalakat és a németek egy pillanatra azt hihették, hogy teljesül az 1914 óta dédelgetett álom: a szövetséges hadseregek bekerítése és felmorzsolása. Nem számoltak azonban a hazájuk utolsó szegletét védő belga katonák elkeseredettségével és kitartásával: szívósan védték a maradék állásokat és hamarosan olyan heves ellentámadásokat indítottak, hogy teljesen visszavetették a németeket és helyreállították a korábbi frontvonalat. A belgák 800 hadifoglyot és 60 géppuskát zsákmányoltak a nap során, a teljes német veszteség halottakban és sebesültekben háromszorosa volt a belga 3. hadosztály veszteségeinek. Ennél is fontosabb, hogy a belga ellenállás révén a tartalékban állomásozó brit hadosztályokat a front másik részén lehetett bevetni.

### Az első Kemmel-hegyi csata
Ypres városától délre és keletre számos magaslat található: Mont Kemmel, Mont Noir és a Mont des Cats. A flamand síkságból kiemelkedő, igazából alacsony dombok (a Kemmel-hegy legmagasabb pontja 159 m-re emelkedik a tengerszint felé) azonban rendkívül jó védelmi pozíciót jelentettek és innen remek kilátás nyílt a körben elterülő síkságra. Amennyiben a németek el tudták foglalni a hegyeket, akkor lövegeikkel tűz alá tudták volna venni a szövetséges utánpótlási vonalakat és a briteknek fel kellett volna adni Ypres városát.
A Kemmel-hegyen (ma Kemmelberg) kialakított védelmi állásokat a brit 19. hadosztály katonái foglalták el. Április 17-én reggel 08.30-kor német támadás indult a hegy ellen, amelyet a britek vissza tudtak verni, de az általuk elszenvedett veszteségek miatt a helyzet olyan válságosra fordult, hogy a francia 28. hadosztály aznap este leváltotta őket, majd április 25-éig elfoglalták a Bailleul és Spanbroekmolen közötti vonalat.
Április 19. és 24. között rövid szünet állt be a harccselekményekben, ami alatt szövetségesek nem tudták, hogy hol várják a következő német támadást.

### A második Kemmel-hegyi csata

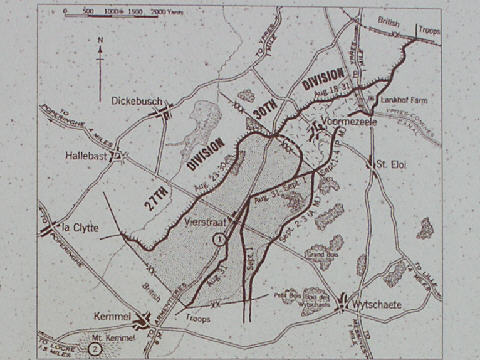
Az amerikai hadsereg térképe az I. világháborúból, amely a Kemmel-hegyen és környékén kialakított német és szövetségesek állásokról

A Kemmel-hegy elleni támadás további folytatása, illetve a francia erősítés beérkezésének megakadályozása érdekében a németek elterelő támadást indítottak Villers-Bretonneux közelében április 24-én. Ez a támadás teljes kudarcot vallott, mert ausztrál katonák 25-én már visszafoglalták a várost, de a fő támadás északon, a Kemmel-hegyi állások ellen indult.
Április 25-én hajnali 02.30-kor 250 német löveg kezdte meg a hegyen kialakított francia védelmi állások elleni tüzérségi támadást. A támadásban a németek hagyományos és vegyi töltetű gránátokat is bevetettek, elsősorban a megerősített védelmi pontok és a francia tüzérségi állások ellen. Hajnali 5.00-kor rövid szünet után a tüzérség a francia lövészárkokat kezdte támadni, majd 6.00-kor megindult a német gyalogság támadása. A hegyet védő francia 28. hadosztállyal szemben a németek három hadosztályt vetettek be és nem is maradt el az eredmény: 07.10-re a hegyet gyakorlatilag elfoglalták és 10.30-kor a hadműveletet sikeresen befejezték. A támadásban részt vett a német légierő 96 repülőgépe is, amelyek 700 bombát vetettek ki a francia állások fölött. A németek ezután a hegy túloldalán található Scherpenberg és Loker települések irányába sorakoztak fel és várták, hogy a tüzérséget új állásaikba mozgassák át, mivel a Kemmel-hegyről a német tüzéreknek lehetősége volt a szövetséges hátországot tűz alatt tartani, illetve a csapatok manővereit megfigyelni.
Velük szemben ekkor a francia 99. sorezred egységei, illetve a Kemmel-hegyi állásokból visszavonult csapatok maradványai és a 3. lovashadosztály egységei álltak. Állásaiktól délre a francia 154. hadosztály kitartóan védekezett, északra pedig a 9. brit (King's Own Yorkshire Light Infantry) és 6. skót (King’s Own Scottish Borderers) ezredek védekeztek. A 99. francia és a 9. brit ezred között azonban rés keletkezett, amit a németek további támadásaikban kihasználtak és dél körül elfoglalták Vierstraat települést. Eddigre azonban a németek kifáradtak és beszüntették a további támadásokat.
25-én este Reningelst-hez megérkeztek a brit 25. hadosztály egységei, akiket a francia 39. hadosztállyal közös parancsnokság alá helyeztek, hogy megkíséreljék a hegy visszafoglalását.

### Francia-brit ellentámadás
Mind Foch marsall, mind Haig tábornok az azonnali ellentámadás mellett voltak: a franciáknak a hegyet, míg a briteknek Kemmel falut kellett volna visszafoglalni. Egész éjszaka zuhogott az eső, amely feláztatta a talajt és 26-án reggel sűrű ködbe burkolta a csatateret. A szövetségesek tüzérsége olyan gyenge volt, hogy a németek nem ismerték fel a támadást előkészítő tüzérségi tüzet. A támadás egész nap folyt és csak a brit 74. ezrednek sikerült valamennyire előrenyomulnia a nap végére, máshol csak a francia állásokban tátongó rések betömése sikerült. A németek, csapataik kimerültsége miatt, nem tudtak ellentámadásba lendülni, és a Kemmel-hegy környékén álló magaslatok elleni német támadásokat mindenhol visszaverték.
Április 29-én reggel 6.00-kor német tüzérségi támadás és vegyi támadás készítette elő a hegyivadász hadosztály támadását, amely kezdetben sikeres volt és áttörte a francia állásokat Scherpenberg közelében. Azonban a francia 39. és 154. hadosztályok katonái sikeres ellentámadást indítottak és végül visszavetették a németeket kiindulási állásaikba. Északon a briteknek a tüzérségi támadás hevessége miatt ki kellett üríteni Voormezele települést, de eddigre a németek már jelentős veszteségeket szenvedtek. Április 29-én Ludendorff tábornok lefújta a további támadó hadműveleteket és a németek védekező pozíciókat vettek fel. A Kemmel-hegyi állásokat egészen 1918. augusztus végéig megtartották, amikor az amerikai 27. hadosztály és a brit 30. hadosztály támadása végleg vissza nem vetette őket a térségből.

## Következmények
Az I. világháború utolsó német offenzívájának részeként a Lys folyó völgyében indított támadás, a kezdeti sikerek ellenére, végül alig négy hét alatt kifulladt. A német csapatok jobb felszerelésüknek és kiképzésüknek köszönhetően több helyen áttörték a szövetséges védelmi vonalakat, azonban a veszteségek, az ellátási nehézségek, a szövetséges csapatok kitartó ellenállása és a hamarosan beérkező erősítések miatt mindenhol sikerült megállítani a német előrenyomulást. A szövetséges veszteségek jelentősek voltak: 1918 áprilisában 1000 ágyú, 4000 géppuska, 200 000 puska, 70 000 tonna tüzérségi lőszer és 250 millió puskalőszer, valamint 200 harckocsi került a németek kezébe. A veszteségeket azonban bőven ellensúlyozták a beérkező amerikai csapatok: áprilisban közel 120 000 amerikai katona érkezett Európába, májusban 220 000, míg júniusban 275 000. Július 2-án Wilson elnök bejelentette, hogy 1 millió amerikai katona már a nyugati fronton állomásozik és a nyár vége előtt számuk megduplázódott.
A német oldalon viszont nem volt lehetőség a veszteségek pótlására, és bár a tavaszi offenzíva folytatódott májusban és júniusban, sehol sem sikerült elérni a régóta áhított áttörést. A júliusban indított II. marne-i csatában a szövetségesek jelentős győzelmet arattak és augusztusra a legtöbb német parancsnok tisztában volt azzal, hogy a háborút elvesztették.

## Fordítás
- Ez a szócikk részben vagy egészben  a   Battle of the Lys című angol Wikipédia-szócikk ezen változatának fordításán alapul.  Az eredeti cikk szerkesztőit annak laptörténete sorolja fel. Ez a jelzés csupán a megfogalmazás eredetét és a szerzői jogokat jelzi, nem szolgál a cikkben szereplő információk forrásmegjelöléseként.

## Lásd még
- I. világháború
- Belgium hadba lépése (1914)
- Belgium az első világháborúban